# Kedariten
Der Volksstamm Kedar, auch die Kedariten, (hebräisch Kedar = sich verfinstern, schwarz) waren Nomaden aus der syrisch-arabischen Wüste, die mit Pfeil und Bogen kämpften. Der biblischen Erzählung zufolge stammten sie von Kedar, dem jüngeren Bruder Nebajots, jeweils Söhne Ismaels und Enkel Abrahams (Gen 25,13 , Ps 120,4–5 ). Über Edom und Judäa gelangten sie in die phönizischen Küstenstädte.

„Denn so hat der Herr zu mir gesagt: In noch einem Jahr - wie Söldnerjahre -, dann wird es aus sein mit der ganzen Macht Kedars. Und der Überrest der Bogenzahl für die Helden der Söhne Kedars wird gering sein. Ja, der HERR, der Gott Israels, hat gesprochen.“

In Jesaja wurde der Untergang des Volkes Kedar prophezeit, bis zu einem geringen Überrest heldenhafter Bogenschützen. Auf dem Zion werden, auch im Buch Jesaja, Opfer der „Schaafe von Kedar“ prophezeit:

„Alle Schafe von Kedar sammeln sich bei dir, die Widder von Nebajot sind dir zu Diensten. Sie steigen zum Wohlgefallen auf meinen Altar; so verherrliche ich das Haus meiner Herrlichkeit.“

Geschem, ein Gegenspieler des Nehemia, war ein Stammesführer der Kedariten.